# Magyarország a 2002-es junior atlétikai világbajnokságon
Magyarország a jamaicai Kingstonban megrendezett 2002-es junior atlétikai világbajnokság egyik részt vevő nemzete volt, 20 sportolóval képviseltette magát.

## Eredmények

### Férfi
| Versenyző        | Versenyszám        | Előfutam | Előfutam | Negyeddöntő | Negyeddöntő | Elődöntő      | Elődöntő      | Döntő    | Döntő    |
| Versenyző        | Versenyszám        | Idő      | Hely.    | Idő         | Hely.       | Idő           | Hely.         | Idő      | Helyezés |
| ---------------- | ------------------ | -------- | -------- | ----------- | ----------- | ------------- | ------------- | -------- | -------- |
| Nagy Gergely     | 100 m              | 10,82    | 4.       |             |             | kiesett       | kiesett       | kiesett  | kiesett  |
| Ágoston Dániel   | 100 m              | 10,62    | 4.       | 10,55       | 6.          | kiesett       | kiesett       | kiesett  | kiesett  |
| Ágoston Dániel   | 200 m              | 21,31    | 3.       |             |             | 21,60         | 6.            | kiesett  | kiesett  |
| Kasper István    | 110 m              | 14,90    | 2.       |             |             | 14,79         | 7.            | kiesett  | kiesett  |
| Dezső Ákos       | 400 m              | 51,82    | 3.       |             |             | nem ért célba | nem ért célba | kiesett  | kiesett  |
| Polonkai Norbert | 10 000 m gyaloglás |          |          |             |             |               |               | 44:44,39 | 15       |
| Kapéri Levente   | 10 000 m gyaloglás |          |          |             |             |               |               | 47:28,00 | 24.      |

| Versenyző      | Versenyszám   | Selejtező | Selejtező | Döntő    | Döntő    |
| Versenyző      | Versenyszám   | Eredmény  | Hely.     | Eredmény | Helyezés |
| -------------- | ------------- | --------- | --------- | -------- | -------- |
| Tóth Lajos     | Diszkoszvetés | 51,71 m   | 12.       | kiesett  | kiesett  |
| Gulyás Norbert | Diszkoszvetés | 50,58 m   | 13.       | kiesett  | kiesett  |
| Olteán Csongor | Gerelyhajítás | 58,51 m   | 13.       | kiesett  | kiesett  |
| Nagy Sándor    | Gerelyhajítás | 65,20 m   | 9.        | kiesett  | kiesett  |

### Női
| Versenyző       | Versenyszám | Előfutam | Előfutam | Elődöntő | Elődöntő | Döntő   | Döntő    |
| Versenyző       | Versenyszám | Idő      | Hely.    | Idő      | Hely.    | Idő     | Helyezés |
| --------------- | ----------- | -------- | -------- | -------- | -------- | ------- | -------- |
| Listár Nikolett | 100 m       | 11,80    | 4.       | 11,98    | 6.       | kiesett | kiesett  |
| Listár Nikolett | 200 m       | 24,08    | 3.       | 24,10    | 4.       | kiesett | kiesett  |
| Cziráki Kitty   | 800 m       | 2:06,51  | 4.       |          |          | 2:04,44 | 5.       |
| Mezei Zita      | 1500 m      | 4:26,32  | 10.      |          |          | kiesett | kiesett  |
| Mezei Zita      | 3000 m      |          |          |          |          | 9:33,85 | 12.      |
| Durkó Eliána    | 100 m gát   | 14,41    | 7.       |          |          | kiesett | kiesett  |
| Horváth Dóra    | 100 m gát   | 14,14    | 7.       |          |          | kiesett | kiesett  |

| Versenyző    | Versenyszám   | Selejtező                | Selejtező                | Döntő    | Döntő    |
| Versenyző    | Versenyszám   | Eredmény                 | Hely.                    | Eredmény | Helyezés |
| ------------ | ------------- | ------------------------ | ------------------------ | -------- | -------- |
| Óvári Zita   | Hármasugrás   | 13,12 m                  | 4.                       | 12,38 m  | 11.      |
| Máté Katalin | Diszkoszvetés | 46,99 m                  | 9.                       | 48,38 m  | 10.      |
| Kéri Andrea  | Kalapácsvetés | 49,43 m                  | 14.                      | kiesett  | kiesett  |
| Orbán Éva    | Kalapácsvetés | érvényes kísérlet nélkül | érvényes kísérlet nélkül | kiesett  | kiesett  |

| Versenyző      | Versenyszám | 100 m gát | Magasugrás | Súlylökés | 200 m | Távolugrás | Gerelyhajítás | 800 m   | Végeredmény | Végeredmény |
| Versenyző      | Versenyszám | Idő       | Eredmény   | Eredmény  | Idő   | Eredmény   | Eredmény      | Idő     | Pont        | Helyezés    |
| -------------- | ----------- | --------- | ---------- | --------- | ----- | ---------- | ------------- | ------- | ----------- | ----------- |
| Farkas Györgyi | Hétpróba    | 14,78     | 1,71 m     | 10,33 m   | 25,97 | 5,34 m     | 43,46 m       | 2:27,71 | 5199        | 10.         |